# Льюїс Доббін
Льюїс Норман Доббін (англ. Lewis Norman Dobbin, нар. 3 січня 2003, Сток-он-Трент, Англія) — англійський футболіст нігерійського походження, вінгер клубу «Астон Вілла».
На правах оренди грає в «Норвіч Сіті».

## Ігрова кар'єра

### Клубна
Льюїс Доббін є вихованцем клубної академії «Евертона». 25 вересня 2021 року у матчі чемпіонату країни проти «Норвіч Сіті» Доббін дебютував на професійному рівні.
Сезон 2022/23 футболіст почав в оренді в клубі Першої ліги «Дербі Каунті». Після проведеного сезону в оренді, футболіст повернувся до «Евертона».
В червні 2024 року Доббін перейшов до іншого клубу АПЛ «Астон Вілла». Не провівши в команді жодного матчу, в серпні футболіст був відданий в оренду в клуб Чемпіоншип «Вест-Бромвіч Альбіон». В січні 2025 року «Астон Вілла» відкликала орендну угоду, а вже 3 січня Доббін знову повернувся до Чемпіоншип, граючи в оренді до кінця сезону в «Норвіч Сіті».

### Збірна
З 2018 рок Льюїс Доббін виступав за юнацькі збірні Англії.